# Houses of the Molé
Houses of the Molé è un album del gruppo industrial metal Ministry.
Il disco è il primo di quella che si può considerare una trilogia contro il presidente degli Stati Uniti George W. Bush, insieme ai successivi Rio Grande Blood e The Last Sucker, che furono gli ultimi tre album pubblicati dalla band prima della riunione del 2012.

## Album
Il nome del disco è un omaggio, come affermato da Al Jourgensen, al celebre Houses of the Holy dei Led Zeppelin; la parola "molé" deriva da una variante della salsa messicana omonima, fatta principalmente di cioccolato e pertanto con un colore quasi totalmente nero, che perciò richiama l'immagine del petrolio.
Quasi ogni traccia dell'album inizia con la lettera "w"; delle due tracce che non hanno tale proprietà, la prima, No W, è aperta e chiusa da campionamenti tratti da Carmina Burana di Carl Orff e di discorsi di Bush jr. L'altra traccia, Psalm 23, è effettivamente la 23ª dell'album (le tracce 10-22 durano 1 secondo e sono vuote) e altro non è che una versione alternativa della sopracitata No W, introdotta da una registrazione amatoriale dell'inno americano The Star-Spangled Banner, forse presa da un evento sportivo, e che presenta l'aggiunta di un assolo di chitarra alla fine. Questa versione, senza i campionamenti di Bush e opportunamente tagliata e censurata, è stata inclusa nei videogiochi Need for Speed: Underground 2 e Tony Hawk's Underground 2, comunque sotto il nome No W.
Dopo le tracce 24-68, ancora di silenzio, c'è un'altra traccia bonus Walrus: il fatto che sia la 69ª traccia dell'album potrebbe essere un richiamo al loro precedente successo Psalm 69: The Way to Succeed And The Way to Suck Eggs. Essa è composta interamente da campionamenti usati per la traccia Worm, e inoltre è presente una voce che ripete la frase "Paul is not with us" ("Paul non è con noi") al contrario. Alla sua metà, la traccia viene riprodotta inversamente in modo che la musica sia al contrario, ma la voce nel senso giusto, raddoppiando la lunghezza del brano. Questa frase è dedicata all'ex-membro Paul Barker, che ha collaborato con Al Jourgensen dal 1996, anno di Twitch e che ha lasciato il gruppo nel 2004, prima dell'uscita dell'album. Il modo in cui è inserita la frase fa pensare alla celebre leggenda nota come "Paul Is Dead", che teorizza la morte del bassista dei Beatles Paul McCartney e vede diversi presunti indizi sparsi in copertine o frasi riprodotte al contrario in maniera simile. Anche il titolo stesso della traccia è forse riconducibile a uno di questi "indizi".

### Stile
Questo disco comincia a presentare influenze thrash metal oltre all'industrial che li ha resi famosi. Tale cambiamento di sound verrà proseguito nei successivi due album.

### Critica
Malgrado un successo non eccezionale (è stato il primo album targato Ministry a non raggiungere la Billboard 200), l'album è stato votato 10/10 dalla rivista Rock Hard ed è entrato nella loro classifica The 500 Greatest Rock & Metal Albums of All Time, piazzandosi al 434º posto.

## Tracce
- 1 No "W" – 3:24
- 2 Waiting – 5:02
- 3 Worthless – 4:09
- 4 Wrong – 4:54
- 5 Warp City – 4:01
- 6 WTV – 4:25
- 7 World – 5:13
- 8 WKYJ – 5:14
- 9 Worm – 9:11
- 23 Psalm 23 – 5:41
- 69 Walrus – 2:43